# Liebfrauenkirche (Mecheln)

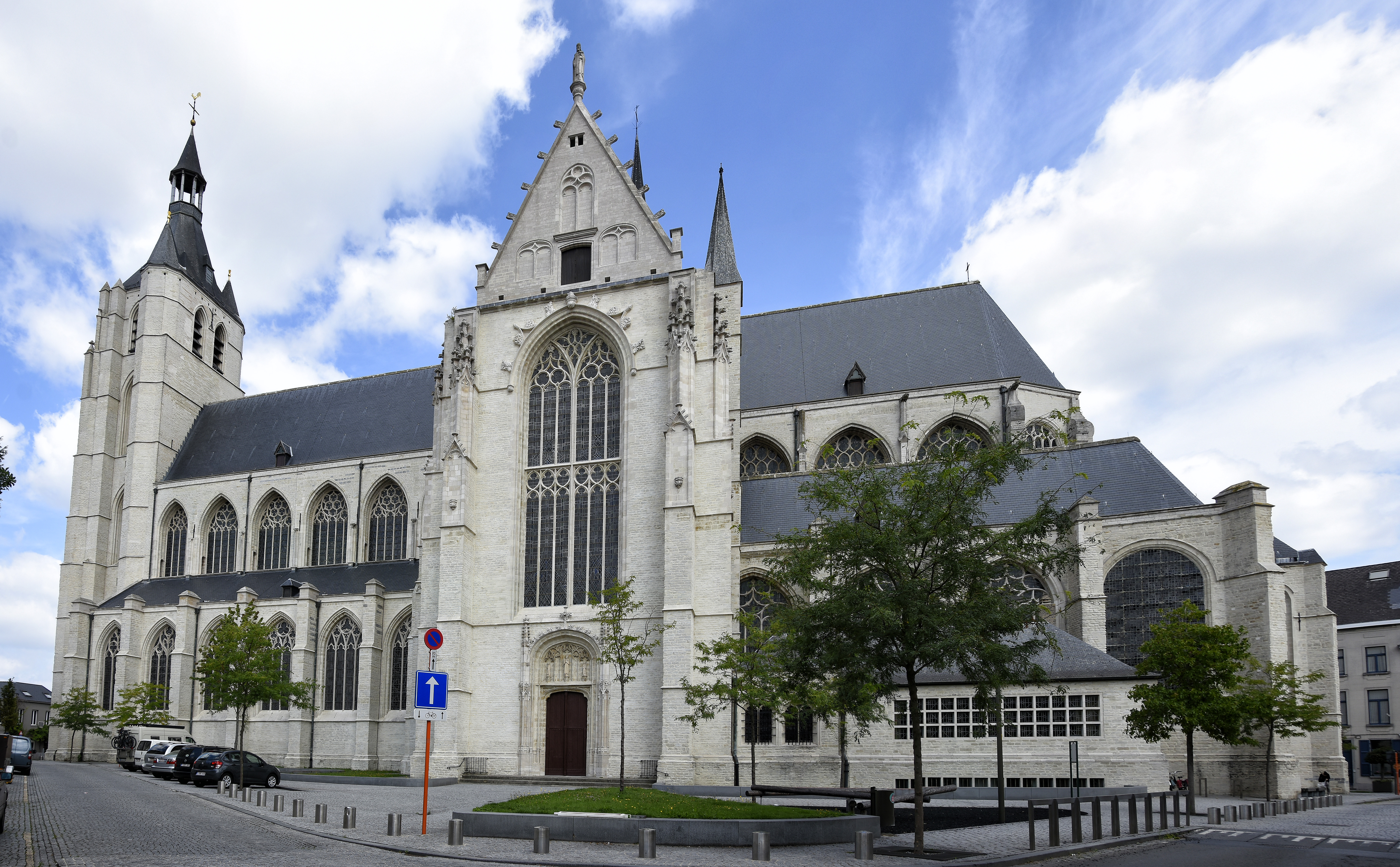
Liebfrauenkirche Mechelen

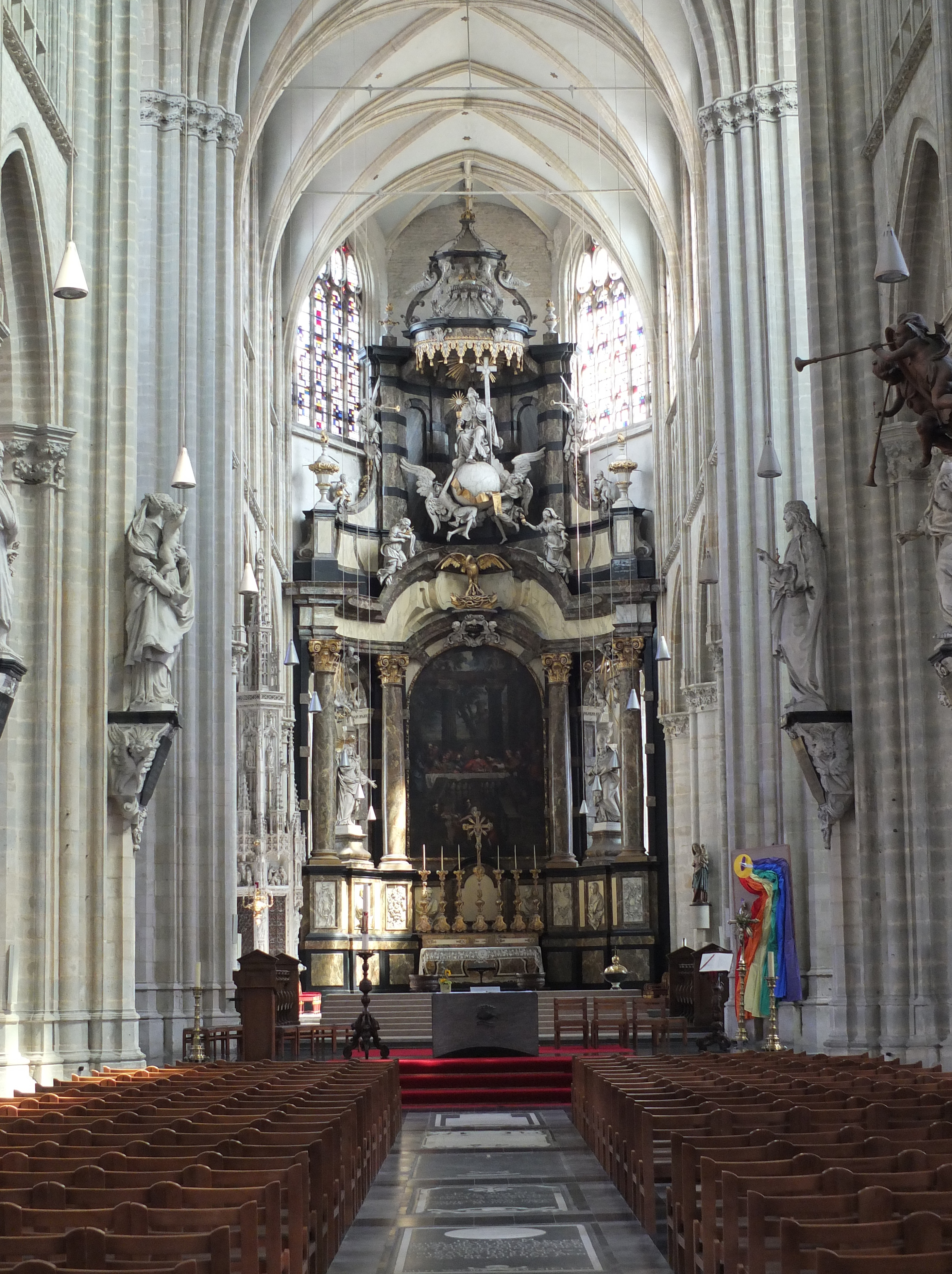
Hochaltar

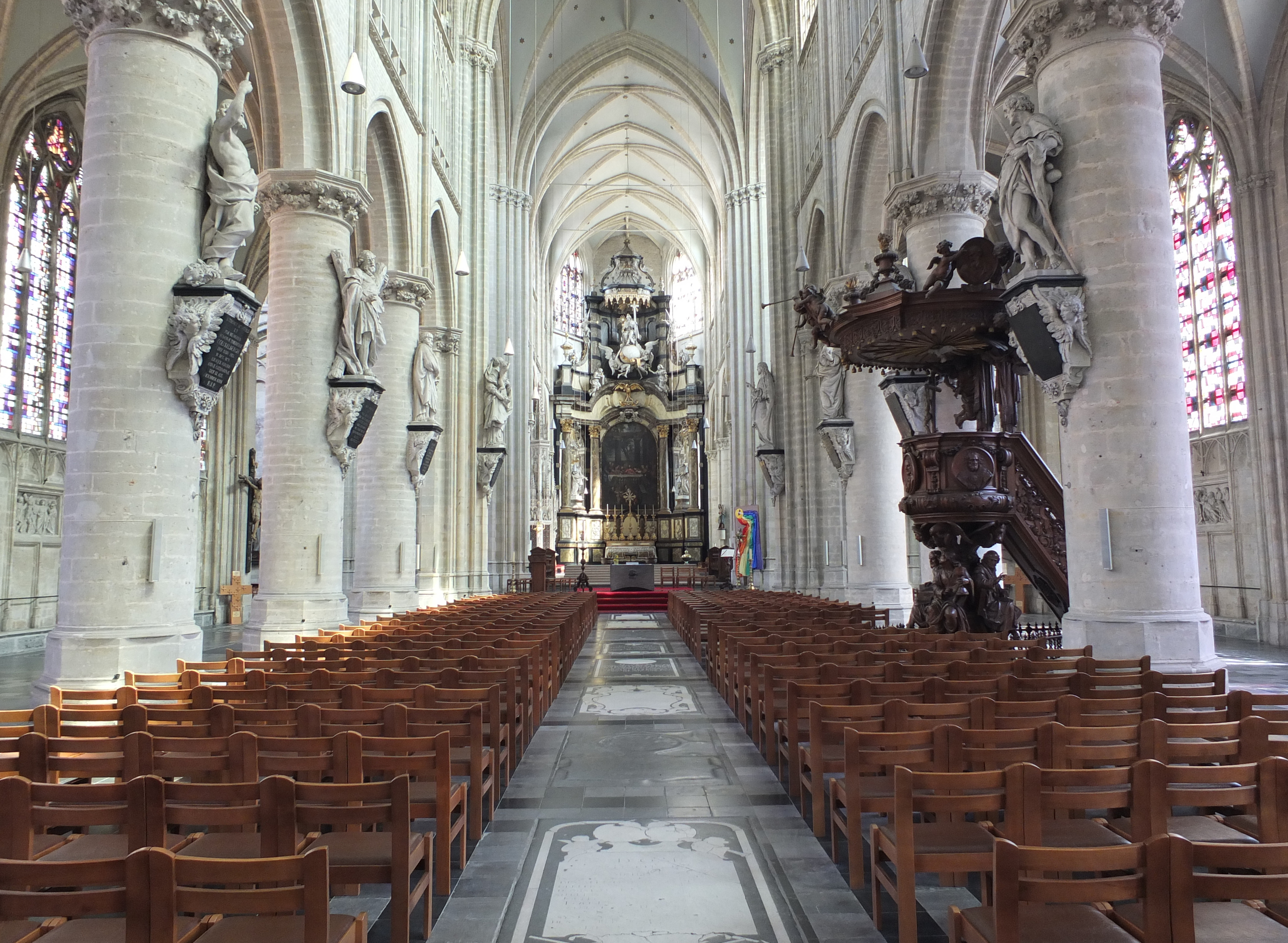
Innenansicht

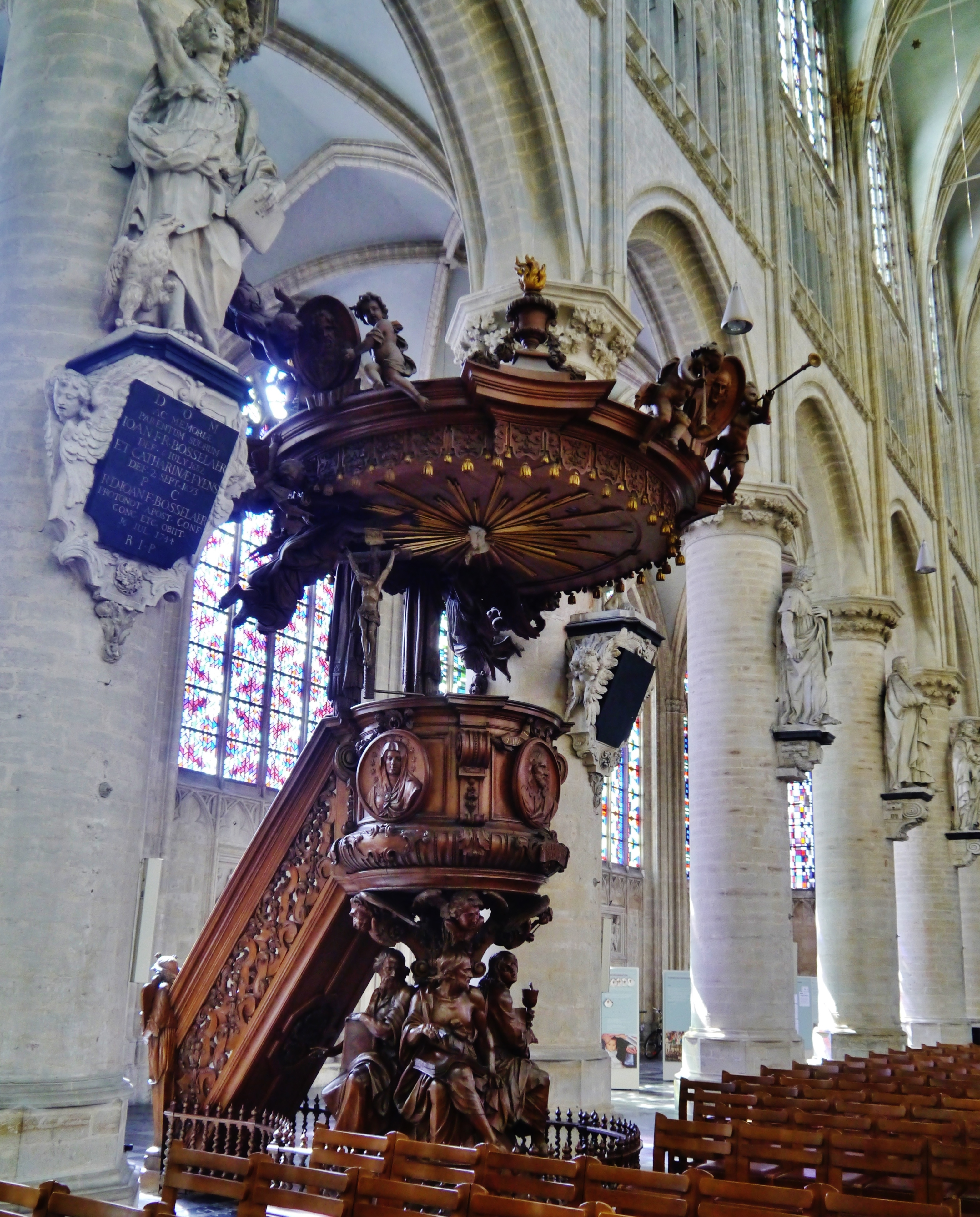
Kanzel

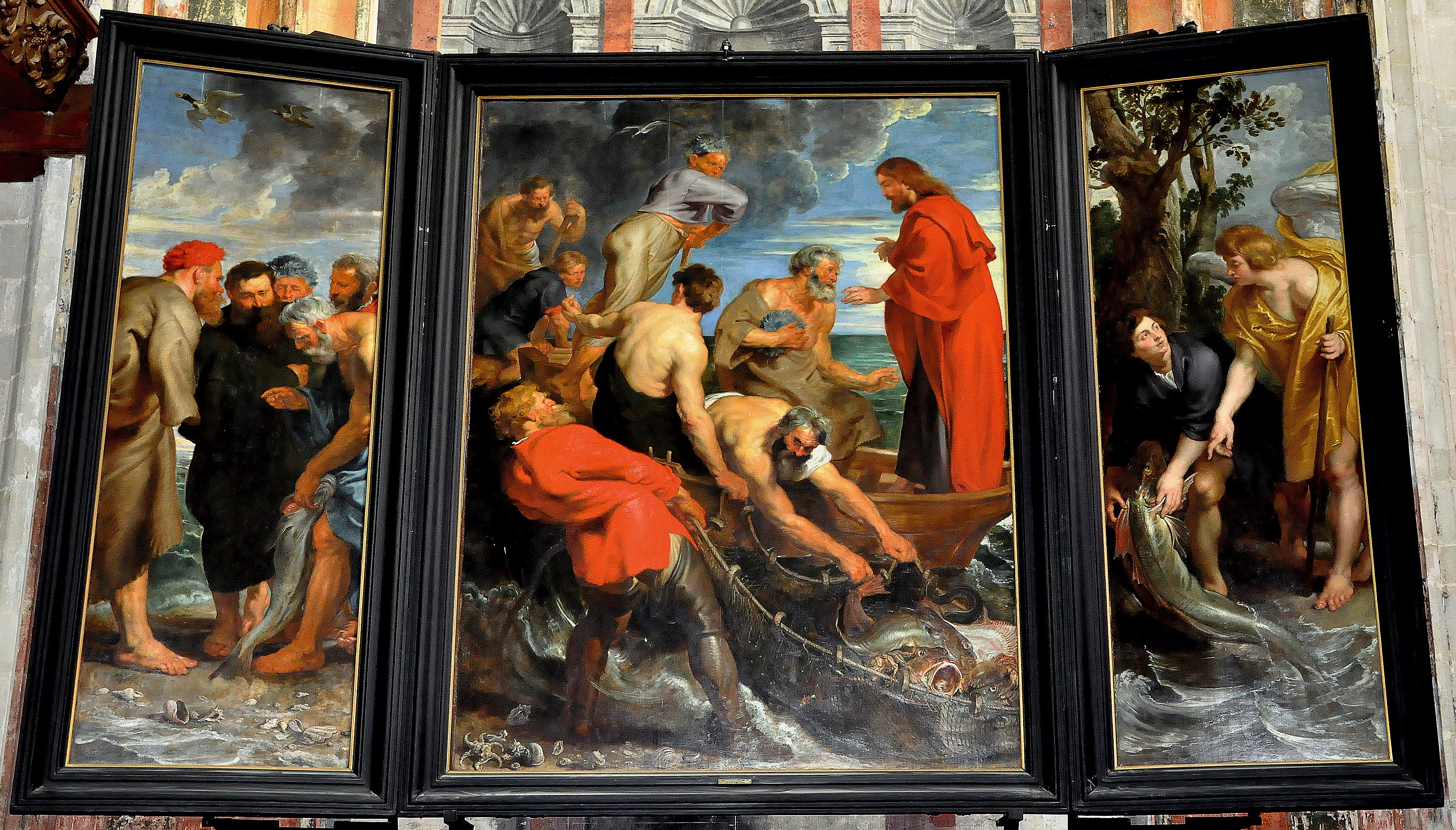
Der wunderbare Fischzug Petri von Rubens

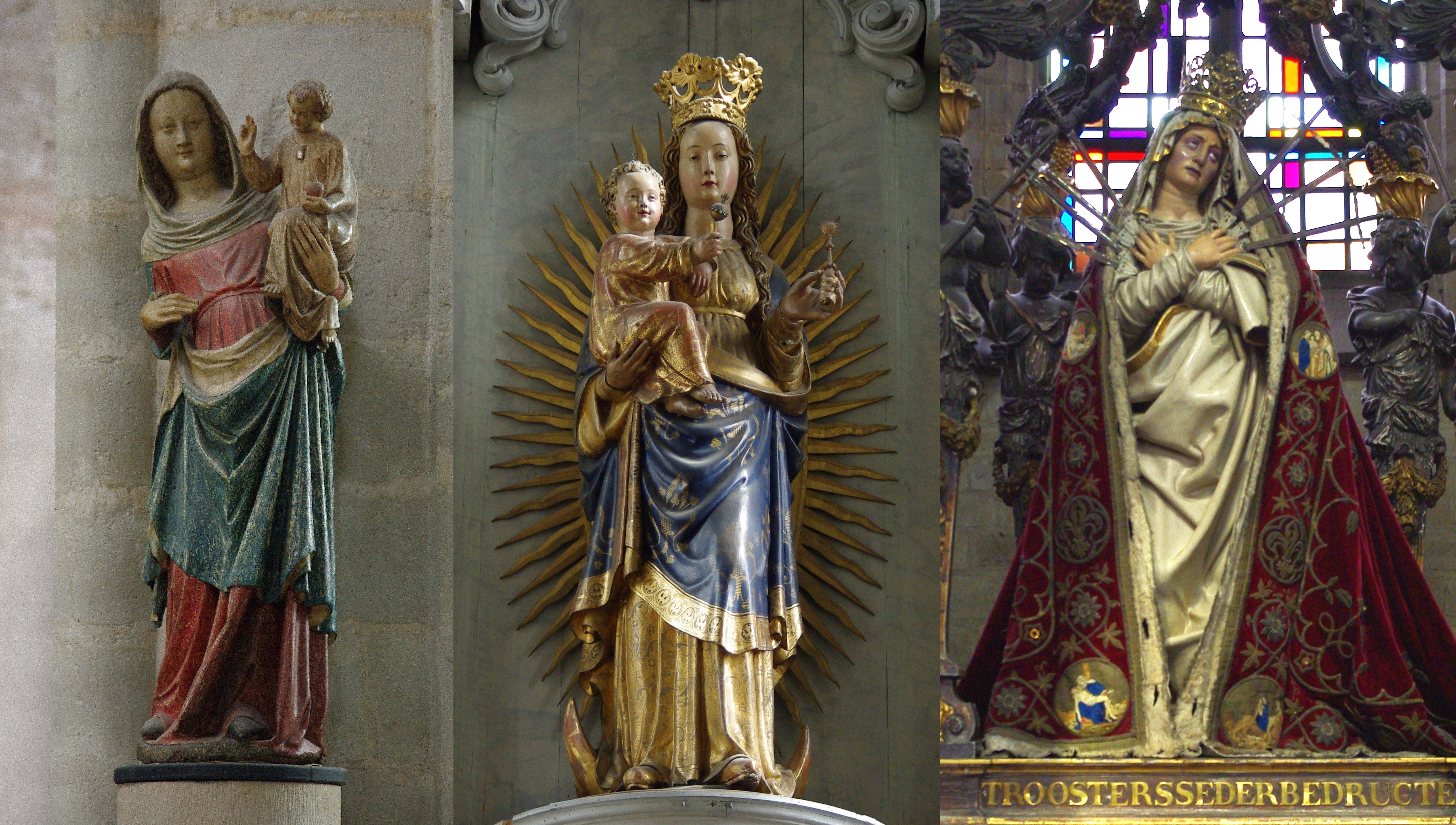
Drei Madonnenfiguren

Die Liebfrauenkirche jenseits der Dijle (niederländisch Onze-Lieve-Vrouw-over-de-Dijlekerk) ist eine gotische Kirche in Mecheln. Die älteste Erwähnung der Liebfrauenkirche jenseits der Dijle stammt aus dem Jahr 1236, als die Gemeinde gegründet wurde. Davor war der Pfarrer immer ein Priester des Kapitels der Kathedrale von Mechelen. Von dem ehemaligen Gebäude ist keine Spur mehr vorhanden; es wurde wahrscheinlich durch den Stadtbrand von 1342 zerstört. Die heutige Kirche stammt aus dem 14., 15. und 16. Jahrhundert. Die Kirche wird dem Stil der Brabanter Gotik zugeordnet.

## Architektur
Die ältesten Teile der Kirche sind der Turmunterbau aus dem 14. Jahrhundert und die Fassaden der Seitenschiffe. Zu Beginn des 15. Jahrhunderts wurde der Turm weiter erhöht. Zwischen 1450 und 1480 wurde das Kirchenschiff fertiggestellt und mit dem Bau des Querschiffs begonnen. 1500 wurde mit dem Bau des Chors begonnen. Erst gegen Ende des 16. Jahrhunderts wurde die Kirche fertiggestellt.
Die Kirche hat ein Nordportal, das Rombout Keldermans zugeschrieben wird. Jacob Franquart, der Baumeister der Beginenhofkirche Mecheln, fügte der Kirche im 17. Jahrhundert drei Kapellen hinzu.
Im Jahr 1914, während der deutschen Invasion in Belgien, wurde die Südseite der Kirche stark beschädigt. In den Jahren 1944 und 1945 wurden außerdem das Dach, die Südquerhausfassade, die Fenster und die Orgel weitgehend zerstört: bei einem Bombenangriff der Alliierten am 19. April 1944, durch einen Sturm am 7. September 1944 und durch eine deutsche V1-Waffe am 18. Februar 1945. Nach dem Zweiten Weltkrieg wurde die Kirche in zwei Phasen restauriert. Von 1949 bis 1952 wurden die beschädigten Teile unter der Leitung des Mechelner Architekten Désiré Beeck (1881–1960) restauriert. Obwohl die Königliche Kommission für Denkmäler und Stätten am 14. September 1953 zu dem Schluss kam, dass diese erste Phase „in Übereinstimmung mit den Regeln der Kunst“ durchgeführt worden war, teilte sie nicht Beecks Vorstellungen für die anschließende Restaurierung. Diese Meinungsverschiedenheiten führten zu einer Blockade der Restaurierungsarbeiten bis 1961. In diesem Jahr wurde der Architekt Jan Lauwers (1898–1988), ebenfalls aus Mecheln, zum Nachfolger von Beeck ernannt. Er spielte die Hauptrolle bei der eingreifenden Restaurierung, die zwischen 1962 und 1968 stattfand. Obwohl er eine Reihe von Beecks Ideen übernahm, entfernte er auch viele Ergänzungen aus dem 19. Jahrhundert. Heizung, Beleuchtung und Sicherheit wurden modernisiert. Die Kirche wurde auch weitgehend an die erneuerte Liturgie angepasst, die sich aus dem Zweiten Vatikanischen Konzil ergab. Am auffälligsten ist der neue und sehr moderne Altar, ein Entwurf von Lauwers selbst, der an der Stirnseite des Altarraums steht. Zwischen 2003 und 2010 (Abschlussfeier am 28. Februar 2010) wurde das Äußere erneut restauriert.
Die eigenartige Lichtführung in dieser Kirche, vor allem am späten Nachmittag, entsteht durch die modernen, ebenfalls von Jan Lauwers entworfenen Glasmalereien, welche die 1945 zerstörten Fenster aus dem 19. Jahrhundert ersetzen.

## Ausstattung
Trotz des ereignisreichen 20. Jahrhunderts birgt die Liebfrauenkirche noch viele Kunstschätze. Stellvertretend seien genannt:
- Einige Fresken aus dem 16. Jahrhundert.
- Eine Reihe von Marienstatuen, insbesondere „Onze-Lieve-Vrouw van Scheve Lee“, die älteste Statue in der Kirche, wahrscheinlich aus dem 14. Jahrhundert und noch aus der Kirche, die früher hier stand, aber in den 1660er Jahren restauriert wurde; „Unsere Liebe Frau der Sonne“ (wahrscheinlich 15. Jahrhundert; die Bruderschaft der Unsere Liebe Frau der Sonne wird bereits 1444 erwähnt); und „Unsere Liebe Frau der Sieben Schmerzen“, eine Statue von Anthony Faydherbe (1626).
- Eine barocke Kanzel (1718), mit reicher ikonographischer Symbolik, von Willem Ignatius Kerrickx (1682–1745).
- Der prachtvolle Hochaltar von Antoon Pastorana (1690).[3]
- Seit 1619 hängt in der Kirche Der wunderbare Fischzug von Peter Paul Rubens. Dieses Gemälde ist ein Beispiel für den barocken und ereignisreichen Stil, den Rubens um 1620 verwendete. Es handelt sich eigentlich um ein Polyptychon, das für den Altar der Mechelner Fischhändler in der Kirche angefertigt wurde. Im Jahr 1794, während der französischen Besatzung, wurde das Werk beschlagnahmt und nach Paris gebracht. Der obere Teil, ein Triptychon, kam 1816 zurück. Der mittlere Teil zeigt Jesus und die Apostel beim wunderbaren Fischzug. Die rechte Tafel zeigt den Fang von Tobias, der mit Hilfe einer Fischleber seinen Vater von Blindheit heilt (vgl. Tob 6,6 EU). und die linke Tafel zeigt den Fund einer Vierdrachmenmünze im Mund eines Fisches durch Petrus (vgl. Mt 17,27 EU). Die beiden äußeren Teile der Predella blieben in Frankreich: Sie kamen nach Nancy, ins Musée Lorrain. Der Mittelteil war lange Zeit verschollen, bis er 2008 vom Mechelner Stadtcarilloneur Jo Haazen bei einer Ausstellung im russischen Nischni Nowgorod wiedererkannt wurde, wo er von der Eremitage in Sankt Petersburg ausgeliehen worden war.[4]
- Im Jahr 2017 erwarb die Kirchenbauleitung die zentrale Statue des barocken Heilig-Kreuz-Altars im rechten Querschiff, die im Krieg schwer beschädigt wurde. Während der Restaurierung 1962–1968 wurde dieser Altar abgerissen, seine Überreste verschwanden spurlos, und Rubens’ Der wunderbare Fischzug nahm seinen Platz ein. Die Statue, die einen Engel darstellt, der ein Kreuz umarmt, wurde von Jan-Frans Boeckstuyns (1650–1734) geschaffen. Nach der Restaurierung wird sie einen würdigen Platz in der Kirche erhalten.[5]

### Orgel

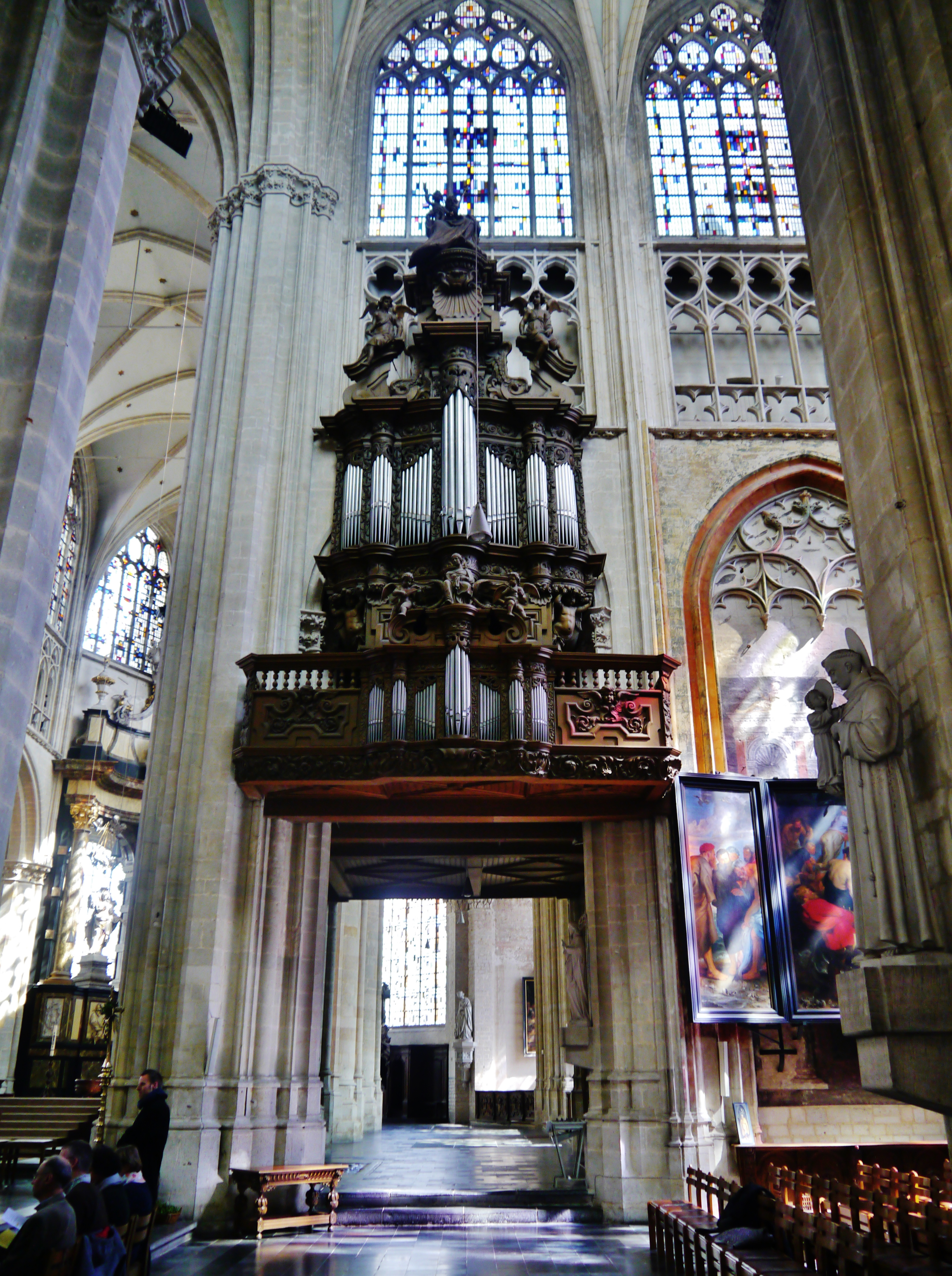
Orgel

Die Orgel wurde 1958 bis 1968 vom Orgelbau-Unternehmen Jos Stevens gebaut; dabei wurde restaurierbares Material wiederverwendet. Sie wurde in das restaurierte Orgelgehäuse mit dem Barockprospekt aus dem Jahr 1669 eingebaut. Sie hat 43 Register auf drei Manualen und Pedal.
| I Hoofdwerk C–g3 |       |
| Kwintadeen       | 16′   |
| Prestant         | 8′    |
| Holpijp          | 8′    |
| Principaal       | 4′    |
| Fluit            | 4′    |
| Kwint            | 2 ⁄3′ |
| Octaaf           | 2′    |
| Mixtuur III      |       |
| Cymbel III-IV    |       |
| Bazuin D         | 16′   |
| Trompet          | 8′    |
| Klaroen B        | 4′    |

| II Positief C–g3   |    |
| Kwintadeen         | 8′ |
| Roerfluit          | 8′ |
| Zingend Principaal | 4′ |
| Fluit              | 4′ |
| Octaaf             | 2′ |
| Holpijp            | 1′ |
| Scherp III         |    |
| Kromhoorn          | 8′ |

| III Zwelwerk C–g3 |        |
| Bourdon           | 16′    |
| Prestant          | 8′     |
| Wilgenpijp        | 8′     |
| Bourdon           | 8′     |
| Fluit             | 4′     |
| Nasard            | 2 ⁄3′  |
| Nachthoorn        | 2′     |
| Terts             | 1 3⁄5′ |
| Mixtuur IV        |        |
| Cymbel III-IV     |        |
| Hobo              | 8′     |
| Schalmei          | 4′     |

| Pedaal C–f1  |         |
| Prestant     | 16′     |
| Subbas       | 16′     |
| Kwintbas     | 10 2⁄3′ |
| Octaafbas    | 8′      |
| Bas          | 8′      |
| Koraalbas    | 4′      |
| Octaaf       | 2′      |
| Ruispijp III |         |
| Bazuin       | 16′     |
| Trompet      | 8′      |
| Klaroen      | 4′      |

- Koppeln: Hoofdwerk - Positief, Hoofdwerk - Zwelwerk, Positief - Zwelwerk, Pedaal - Hoofdwerk, Pedaal - Positief, Pedaal - Zwelwerk.
- Nebenregister und Spielhilfen: 1 freie Kombination pro Werk und für die ganze Orgel, 4 feste Kombinationen (p - mf - f - tutti).

### Glockenspiel
Modern ist auch das Glockenspiel, das auf Anregung von Staf Nees realisiert wurde. Bis auf die fünf schwingenden Glocken (1947–1962) stammt es aus dem Jahr 1965. Es enthält 50 Glocken, mit einem Gesamtgewicht von 9 123 kg, und ist temperiert gestimmt, mit a′ = 440 Hz.

## Die Liebfrauenkirche als Pfarrkirche
Die Liebfrauenkirche war schon immer eine Pfarrkirche. Seit 2014 ist sie die Pfarrkirche der Liebfrauenpfarrei, einem Zusammenschluss von nicht weniger als acht Kirchengemeinden aus Mechelen und Umgebung. Diese Zusammenlegung war Teil einer radikalen Umstrukturierung, die 2013 vom Mechelner Pfarrverband beschlossen wurde, zu dem die Kirche Unsere Liebe Frau jenseits der Dijle seit 2004 gehört. Innerhalb der großen Pfarreien, die durch diese Umstrukturierung entstanden sind, gibt es weiterhin „Glaubensgemeinschaften“, die liturgische Feiern organisieren. Die Gemeinde der Liebfrauenkirche hat eine Tradition sehr gepflegter liturgischer Feiern, die durch einen eigenen Liebfrauenchor belebt werden und zieht daher auch Gläubige aus anderen Glaubensgemeinschaften und Pfarreien an.